# Kendrick Peak
Kendrick Peak je hora, lávový dóm, v Coconino County ve středo-severní části Arizony.
Kendrick Peak leží severozápadně od pohoří San Francisco Peaks, v jižní části plošiny Coconino, jež je součástí Koloradské plošiny.
S nadmořskou výškou 3 175 metrů je pátou nejvyšší horou Arizony s prominencí vyšší než 500 metrů.
Hora leží v přírodní rezervaci Kendrick Mountain Wilderness a vrchol je dostupný třemi turistickými trasami.